# Impactos ambientales del papel

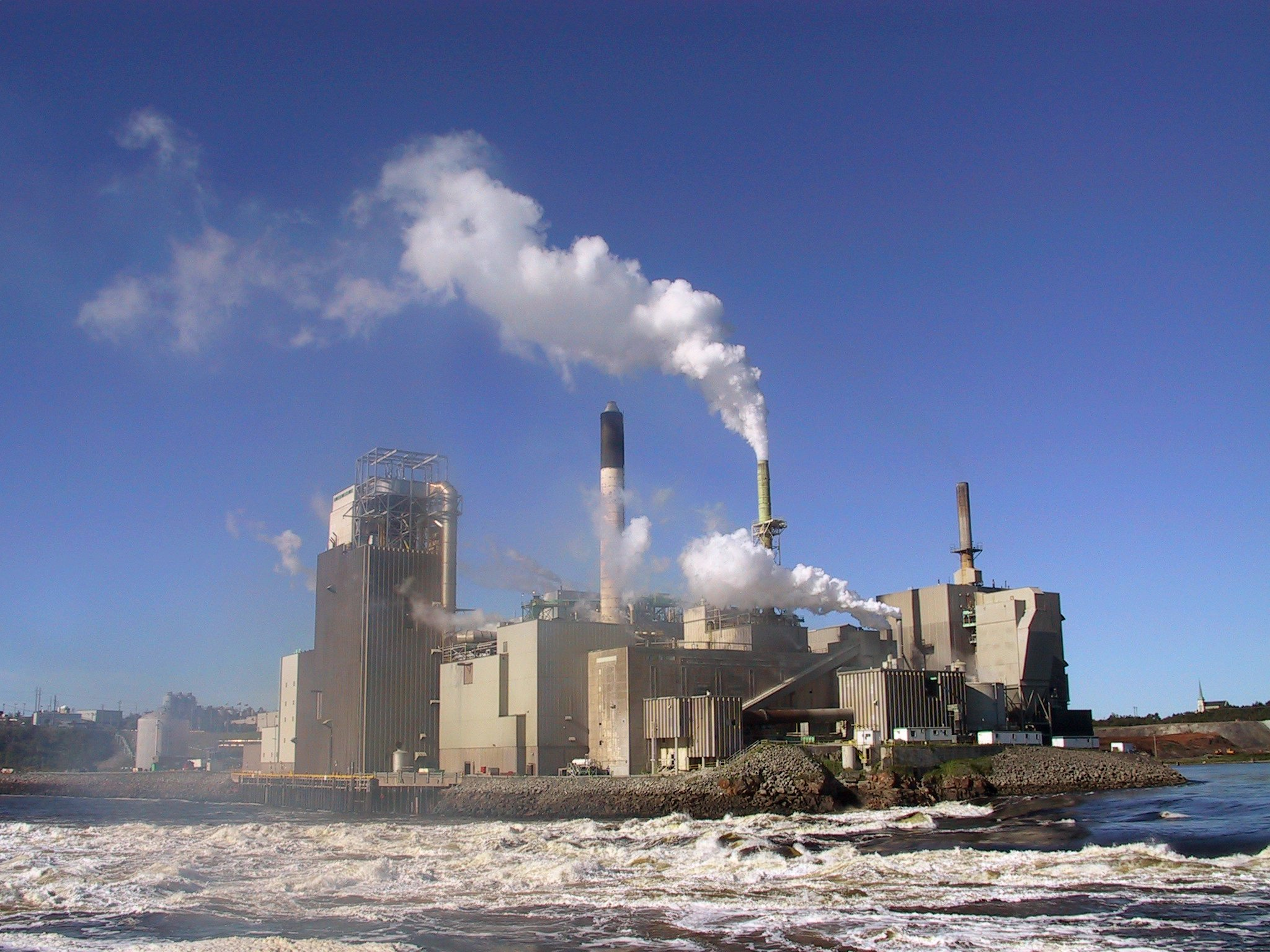
Una fábrica de pulpa y papel en New Brunswick, Canadá. Aunque la fabricación de pulpa y papel requiere grandes cantidades de energía, una parte proviene de la quema de residuos de madera.

Los impactos medioambientales del papel son importantes, lo que ha provocado cambios en la industria y el comportamiento tanto a nivel empresarial como personal. Con el uso de tecnología moderna como la imprenta y la recolección de madera altamente mecanizada, el papel desechable se convirtió en un producto relativamente barato, lo que generó un alto nivel de consumo y desperdicio. El aumento de los problemas ambientales globales, como la contaminación del aire y el agua, el cambio climático, los vertederos desbordados y la tala de árboles, han llevado a un aumento de las regulaciones gubernamentales. En la actualidad, existe una tendencia hacia la sostenibilidad en la industria papelera medida que avanza para reducir la tala, el uso de agua, las emisiones de gases de efecto invernadero, el consumo de combustibles fósiles y limpiar su influencia en el suministro de agua local y la contaminación del aire.
En algunos países se encuentran disponibles declaraciones de productos ambientales o tarjetas de puntuación de productos para recopilar y evaluar el desempeño ambiental y social de los productos de papel, como la Calculadora de papel, Herramienta de evaluación de papel ambiental (EPAT), o Perfil de papel. Tanto EE. UU. Como Canadá generan mapas interactivos de indicadores ambientales que muestran las emisiones contaminantes de las instalaciones individuales.

## Cuestiones
La pulpa y el papel generan la tercera mayor cantidad de emisiones industriales al aire, el agua y la tierra en Canadá y la sexta en los Estados Unidos. En 2015, la industria liberó 174.000 toneladas de emisiones al aire, el agua y la tierra (o el 5,3%) de un total de 3,3 millones de toneladas de emisiones emitidas por todas las industrias en Canadá. En los Estados Unidos, la industria de la pulpa y el papel liberó alrededor de 79 mil toneladas o alrededor del 5% de todas las emisiones de contaminantes industriales en 2015. De este total de desechos liberados por la industria de la pulpa y el papel en los EE. UU., el 66% fue liberados al aire, el 10% al agua y el 24% a la tierra, mientras que en Canadá, la mayoría de los desechos (96%) se liberaron al aire.
A nivel mundial, la industria de la pulpa y el papel es el quinto mayor consumidor de energía, y representa el cuatro por ciento de todo el uso de energía del mundo. Sin embargo, todo el sector del papel y la impresión contribuye menos del 1% al inventario global de gases de efecto invernadero debido al uso muy elevado de energía renovable, principalmente biomasa.
La industria de la pulpa y el papel utiliza más agua para producir una tonelada de producto que cualquier otra industria.
El proceso de destintado durante el reciclaje del papel también es una fuente de emisiones debido a los productos químicos liberados en el efluente. El Consejo Europeo del Papel Recuperado ha desarrollado el 'cuadro de la capacidad de destintado' para que se puedan identificar los productos de papel impreso que tienen la mejor reciclabilidad cuando se destinan.
El consumo mundial de papel ha aumentado un 400% en los últimos 40 años, y el 35% de los árboles talados se utilizan para la fabricación de papel. Los bosques de plantación, de donde se obtiene la mayor parte de la madera para la fabricación de pasta, son generalmente un monocultivo y esto genera preocupaciones sobre los efectos ecológicos de la práctica.
Gran parte de la madera recolectada en América del Norte se destina a madera aserrada y otros productos que no son de papel. En los EE. UU., El 36% de la extracción anual de madera se utiliza para papel y cartón y en Canadá el 21% proviene directamente de árboles talados. El resto proviene de residuos de aserraderos (55%) y papel reciclado (24%).
La deforestación se ve a menudo como un problema en los países en desarrollo, pero también ocurre en el mundo desarrollado. La viruta de madera para producir pulpa de papel es un tema ambiental polémico en Australia. En la década de 1990, el gobierno de Nueva Zelanda detuvo la exportación de serrín de los bosques nativos después de una campaña de ambientalistas.
Más de 6,5 millones de árboles fueron talados para fabricar 16 mil millones de vasos de papel utilizados por los consumidores estadounidenses sólo para el consumo de café en 2006, utilizando 15 millones de metros cúbicos de agua y resultando en 115 mil millones de kilogramos de desechos. En general, los norteamericanos utilizan el 58% de todos los vasos de papel, lo que equivale a 130 mil millones de vasos.

### Contaminación del aire
En los EE. UU., de las emisiones industriales totales de desechos tóxicos al aire en 2015, las de la industria papelera representaron el 20%. De las emisiones al aire de la industria papelera, el 60% fue metanol, que no es una sustancia química persistente, bioacumulativa y tóxica (PBT) y no es carcinógeno. La industria de la pulpa y el papel emite varios PBT en niveles mensurables, incluidos plomo, hexaclorobenceno (HCB), dioxinas, furanos e hidrocarburos aromáticos policíclicos. En Canadá, las emisiones de estos productos químicos por parte de la industria fueron menos del 2% de las emisiones totales en 2015. En los EE. UU., La industria de la pulpa y el papel representó el 22% de las emisiones totales de HCB, pero otras emisiones de PBT estuvieron por debajo del 2% de los totales nacionales.
Hay otras emisiones importantes al aire por parte de la industria papelera. El material particulado fino (PM 2,5 ) consiste en partículas de 2,5 micrones de diámetro o menos que pueden penetrar en el sistema respiratorio y tener un efecto grave en la salud. La industria de la pulpa y el papel en los EE. UU. y Canadá es responsable de aproximadamente el 10% de las emisiones industriales de PM 2.5 a nivel mundial. Sin embargo, la mayoría de PM 2.5 en el aire proviene de fuentes no industriales como la combustión de madera residencial, la construcción y el polvo de caminos sin pavimentar y cuando se toman en cuenta estas fuentes, la industria de la pulpa y el papel en América del Norte produjo solo alrededor de 0.5 % del total en 2014.
Durante la fabricación de papel, se emiten dióxido de nitrógeno (NOx), dióxidos de azufre (SOx) y dióxido de carbono (CO2). Los NOx y SOx son los principales contribuyentes de la lluvia ácida y el CO2 es un gas de efecto invernadero responsable del cambio climático. En 2014, la industria de la pulpa y el papel en América del Norte fue responsable de aproximadamente el 0,5% de las emisiones totales de SOx y NO x de fuentes industriales y no industriales.

### La contaminación del agua
Los vertidos de aguas residuales de una fábrica papelera contienen sólidos, nutrientes y materia orgánica disuelta como la lignina. También contiene alcoholes y agentes quelantes y materiales inorgánicos como cloratos y compuestos de metales de transición. Los nutrientes como el nitrógeno y el fósforo pueden causar o exacerbar la eutrofización de cuerpos de agua dulce como lagos y ríos. La materia orgánica disuelta en agua dulce, medida por la demanda biológica de oxígeno (DBO), cambia las características ecológicas. Las aguas residuales también pueden estar contaminadas con compuestos organoclorados. Algunos de estos se encuentran naturalmente en la madera, pero el blanqueo de la pulpa con cloro produce cantidades mucho mayores. Estudios recientes subrayan que un pretratamiento adecuado de las aguas residuales (por ejemplo, la coagulación) es una solución rentable para la eliminación de la Demanda Química de Oxígeno (DQO) y la reducción de las presiones sobre el medio acuático.
En Canadá, la industria de la pulpa y el papel liberó el 5% del total de desechos industriales eliminados al agua en 2015. En 2014, el 97,5%, 99,9% y 99,8% de las muestras de efluentes de las plantas de pulpa y papel cumplieron con los requisitos reglamentarios para las pruebas de toxicidad en peces, demanda bioquímica de oxígeno y sólidos suspendidos totales, respectivamente.
La industria de la pulpa y el papel también está asociada con importantes emisiones de metales pesados. En Canadá, por ejemplo, esta industria es la tercera fuente de emisiones de plomo (Pb) al agua  En los EE. UU., La industria de la pulpa y el papel es responsable del 9% de las emisiones industriales al agua. En 2015, el sector de la pulpa y el papel ocupó el primer lugar en la cantidad de equivalentes de libras ponderadas tóxicas (TWPE) vertidos al agua por la industria. Más del 92% de este TWPE provino de sulfuro de hidrógeno, dioxinas y compuestos similares a las dioxinas y manganeso (Mn) y compuestos de manganeso. Nótese que 7 plantas de pulpa y papel representaron el 80% de la descarga de sulfuro de hidrógeno y 5 plantas representaron el 93% de las dioxinas descargadas de un total de 226 plantas. La última vez que la EPA revisó Mn y compuestos de Mn (2006) concluyó que las descargas estaban por debajo de los niveles tratables. Los niveles de descarga no han cambiado significativamente desde ese momento.
Reciclar el efluente (ver licor negro) y quemarlo, usar estanques de biorremediación y emplear agentes menos dañinos en los procesos de despulpado y blanqueo puede ayudar a reducir la contaminación del agua.
Las descargas también pueden decolorar el agua y reducir la estética. Esto ha sucedido con el río Tarawera en Nueva Zelanda, que posteriormente se conoció como el "drenaje negro".

### Desperdicio de papel
El papel y el cartón desechados constituyen aproximadamente el 26% (o 67 millones de toneladas) de las 258 millones de toneladas de residuos sólidos urbanos generados en 2014 y más del 14% de los 136 millones de toneladas de residuos sólidos urbanos que terminaron en vertederos en 2014. Los desechos de papel, al igual que otros desechos, enfrentan el peligro adicional de tintas, tintes y polímeros tóxicos que podrían ser potencialmente cancerígenos cuando se incineran o se mezclan con el agua subterránea mediante métodos tradicionales de enterramiento, como los vertederos modernos. El reciclaje de papel mitiga este impacto, pero no el impacto ambiental y económico de la energía consumida por la fabricación, transporte y enterramiento o reprocesamiento de productos de papel.

### Cloro y materiales a base de cloro
El cloro y los compuestos de cloro se utilizan en el blanqueo de la pulpa de madera, especialmente las pulpas químicas producidas por el proceso kraft o el proceso al sulfito. En el pasado, las plantas que usaban cloro elemental producían cantidades significativas de dioxinas, contaminantes orgánicos persistentes y muy tóxicos. A partir de la década de 1990, el uso de cloro elemental en el proceso de deslignificación se redujo sustancialmente y se reemplazó con los procesos de blanqueo ECF (Elemental Chlorine Free) y TCF (Totally Chlorine Free). Como resultado, la producción de dioxinas también se redujo significativamente.
En 2005, el cloro elemental se usó en el 19-20% de la producción de pulpa kraft a nivel mundial, frente al 90% en 1990. El 75% de la pulpa kraft usaba ECF, y el 5–6% restante usaba TCF Un estudio basado en datos de la Agencia de Protección Ambiental de EE. UU. (EPA) concluyó que "los estudios de efluentes de plantas que usan deslignificación con oxígeno y deslignificación extendida para producir pulpas ECF (sin cloro elemental) y TCF sugieren que los efectos ambientales de estos procesos son bajos y similares". La mayor parte de la pulpa TCF se produce en Suecia y Finlandia para la venta en Alemania, todos mercados con un alto nivel de conciencia medioambiental. En 1999, la celulosa TCF representaba el 25% del mercado europeo.
El blanqueo TCF, al eliminar el cloro del proceso, reduce los compuestos orgánicos clorados a niveles de fondo en el efluente de la planta de celulosa. El blanqueo con ECF puede reducir sustancialmente, pero no eliminar por completo, los compuestos orgánicos clorados, incluidas las dioxinas, del efluente. Mientras que las plantas ECF modernas pueden lograr emisiones de compuestos orgánicos clorados (AOX) de menos de 0,05 kg por tonelada de pulpa producida, la mayoría no alcanza este nivel de emisiones. Dentro de la UE, el promedio de emisiones de compuestos orgánicos clorados de las plantas ECF es de 0,15 kg por tonelada.
Sin embargo, ha habido desacuerdo sobre los efectos ambientales comparativos del blanqueamiento ECF y TCF. Por un lado, los estudios financiados por la industria química y del papel generalmente han encontrado que no existe diferencia ambiental entre los efluentes ECF y TCF. Por otro lado, un estudio independiente revisado por pares ha encontrado que, al comparar los efluentes convencionales, ECF y TCF antes y después del tratamiento secundario, "los efluentes TCF son los menos tóxicos".

### Azufre, sulfuro de hidrógeno y dióxido de azufre
Los compuestos a base de azufre se utilizan tanto en el proceso kraft como en el proceso al sulfito para fabricar pulpa de madera. El azufre generalmente se recupera, con la excepción de los procesos de sulfito a base de amoníaco, pero parte se libera como dióxido de azufre durante la combustión de licor negro, un subproducto del proceso kraft o "licor rojo" del proceso de sulfito. El dióxido de azufre es motivo de especial preocupación porque es soluble en agua y es una de las principales causas de la lluvia ácida . En 2006, la industria papelera en Canadá liberó alrededor de 60.000 toneladas de óxidos de azufre (SOx) a la atmósfera, lo que representa poco más del 4% de las emisiones totales de SOx de todas las industrias canadienses.
Una fábrica de pasta kraft moderna es más que autosuficiente en su generación eléctrica y normalmente proporcionará un flujo neto de energía a la red eléctrica local. Además, la corteza y los residuos de madera a menudo se queman en una caldera de energía separada para generar vapor.
Las emisiones al aire de sulfuro de hidrógeno, metil mercaptano, dimetil sulfuro, dimetil disulfuro y otros compuestos de azufre volátiles son la causa del olor característico de las plantas de pulpa que utilizan el proceso kraft. Otras sustancias químicas que se liberan al aire y al agua de la mayoría de las fábricas de papel son las siguientes:
- monóxido de carbono
- amoníaco
- oxido de nitrógeno
- mercurio
- nitratos
- metanol
- benceno
- compuestos orgánicos volátiles, cloroformo .

El blanqueo de la pulpa mecánica no es una causa importante de preocupación medioambiental, ya que la mayor parte del material orgánico se retiene en la pulpa y los productos químicos utilizados (peróxido de hidrógeno y ditionito de sodio ) producen subproductos benignos (agua y, finalmente, sulfato de sodio, respectivamente).
Sin embargo, el blanqueo de pulpas químicas tiene el potencial de causar un daño ambiental significativo, principalmente a través de la liberación de materiales orgánicos en los cursos de agua. Las plantas de celulosa casi siempre están ubicadas cerca de grandes masas de agua porque requieren cantidades sustanciales de agua para sus procesos. Una mayor conciencia pública sobre los problemas ambientales de las décadas de 1970 y 1980, como lo demuestra la formación de organizaciones como Greenpeace, influyó en la industria de la fabricación de pasta y los gobiernos para abordar la liberación de estos materiales en el medio ambiente. La presión ambiental de las ONG fue especialmente intensa sobre las empresas de pulpa y papel suecas y finlandesas.
El blanqueo convencional que utiliza cloro elemental produce y libera al medio ambiente grandes cantidades de compuestos orgánicos clorados, incluidas las dioxinas cloradas. Las dioxinas están reconocidas como contaminantes ambientales persistentes, reguladas internacionalmente por el Convenio de Estocolmo sobre contaminantes orgánicos persistentes.
Las dioxinas son altamente tóxicas y los efectos sobre la salud de los seres humanos incluyen problemas reproductivos, de desarrollo, inmunes y hormonales. Se sabe que son cancerígenos. Más del 90% de la exposición humana se produce a través de los alimentos, principalmente carne, lácteos, pescado y mariscos, ya que las dioxinas se acumulan en la cadena alimentaria en el tejido graso de los animales.

### Recursos no renovables
La arcilla o el carbonato de calcio se utilizan como cargas para algunos papeles. El caolín es la arcilla más utilizada para papeles revestidos .

### Especies invasoras de árboles
En varias regiones del mundo se han introducido árboles no nativos especialmente adecuados para la producción de pulpa. Algunas de ellas ahora han llegado a ser reconocidas como especies invasoras agresivas. En Malasia, Acacia auriculaeformis y Acacia mangium se cuentan como árboles invasores. El eucalipto de crecimiento rápido y altamente rentable debe considerarse una especie invasora en varias partes del mundo.

## Mitigación

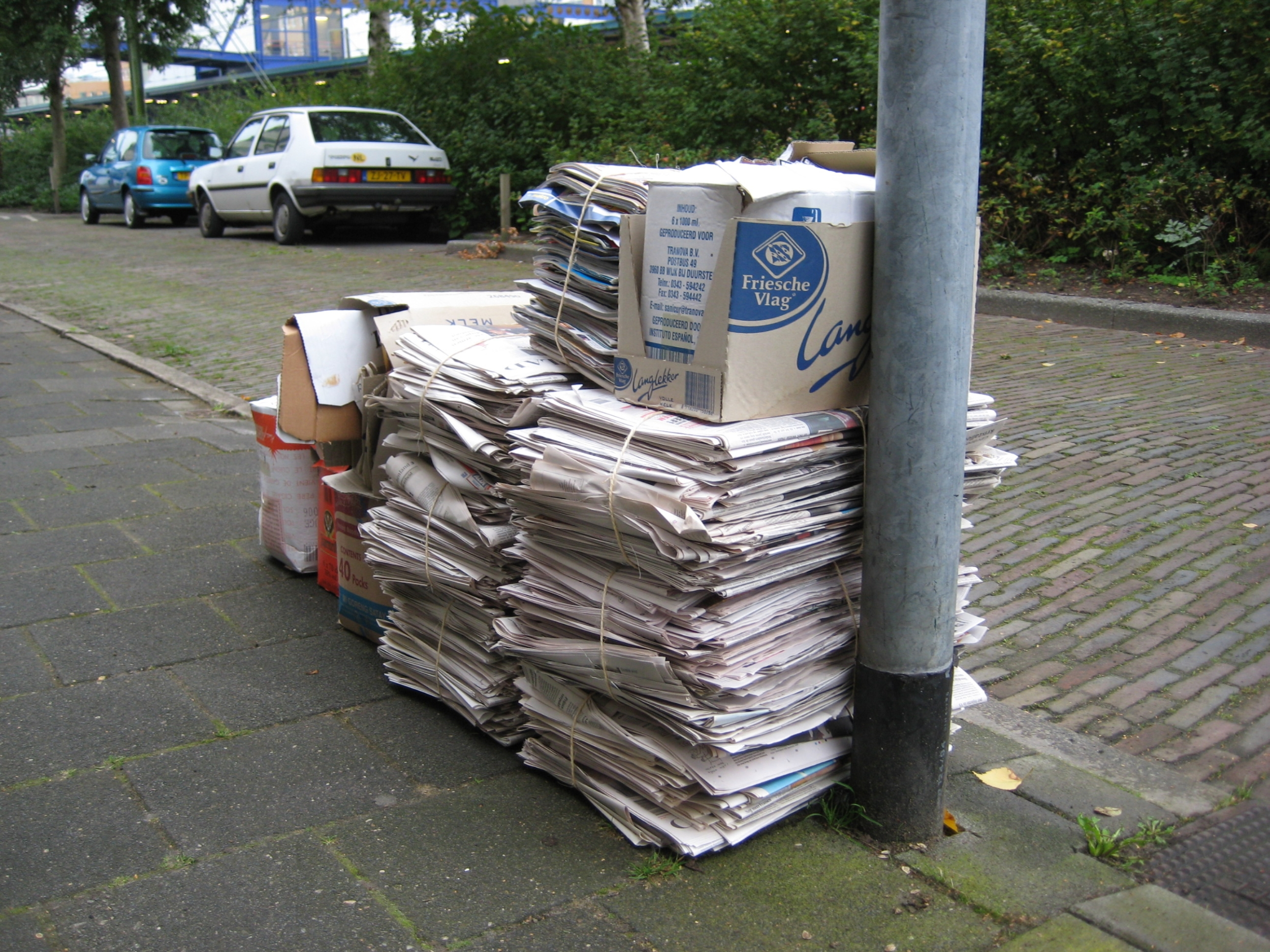
Residuos de papel en espera de reciclaje en los Países Bajos.

Se han abordado algunos de los impactos ambientales de la industria de la pulpa y el papel y hay un movimiento hacia prácticas sostenibles. El uso de madera de plantaciones forestales aborda las preocupaciones sobre la pérdida de bosques primarios.

### Manejo forestal sustentable
La tala de árboles para fabricar productos forestales como la pulpa y el papel crea perturbaciones ambientales temporales o de largo plazo en los hábitats forestales, según el cuidado con que se lleve a cabo la cosecha. Puede haber impactos en la biodiversidad vegetal y animal, la fertilidad del suelo y la calidad del agua. Sin embargo, las prácticas de ordenación forestal sostenible son una forma de utilizar y cuidar los bosques para mantener sus valores y beneficios ambientales, sociales y económicos a lo largo del tiempo.
En los EE. UU., La creciente demanda de papel producido de manera responsable proporciona un incentivo financiero para que los propietarios de tierras mantengan sus tierras boscosas y las administren de manera sostenible, en lugar de venderlas para desarrollos industriales o de viviendas, una de las principales causas de deforestación en EE. UU., según el Servicio Forestal de los Estados Unidos. Esta tierra administrada, a su vez, proporciona una serie de servicios ecosistémicos continuos, desde agua limpia, suelo saludable y mitigación del cambio climático hasta oportunidades recreativas y belleza estética.
En Canadá, la ordenación forestal sostenible está respaldada por un proceso de planificación de la ordenación forestal; un enfoque basado en la ciencia para la toma de decisiones, la evaluación y la planificación, así como mediante reglamentos y políticas.

#### Certificación forestal
Promover y apoyar la certificación forestal y la capacidad de rastrear el origen de la fibra de madera ayuda a garantizar la gestión forestal sostenible y la tala legal. Los sistemas de certificación forestal que más se utilizan actualmente son:
- El Programa de Aval de Certificación Forestal (PEFC), en la mayoría de los países europeos y con un crecimiento en otras regiones del mundo.[53]
- La Iniciativa de Silvicultura Sostenible (SFI).[54]
- El American Tree Farm System (ATFS).[55]
- Asociación Canadiense de Normas (CSA).[56]
- El Forest Stewardship Council (FSC).[57]

### Reciclaje
El reciclaje de papel es el proceso de recuperación de papel ya creado o utilizado para transformarlo en nuevos productos de papel.

## Tintas
Tres problemas principales con el impacto ambiental de las tintas de impresión son el uso de compuestos orgánicos volátiles, metales pesados y aceites no renovables. Algunos organismos reguladores han establecido estándares para la cantidad de metales pesados en la tinta. Existe una tendencia hacia el uso de aceites vegetales en lugar de aceites de petróleo en los últimos años debido a la demanda de una mejor sostenibilidad .
El destintado de la pulpa de papel reciclada da como resultado una lechada de residuos que puede ir al vertedero. El destintado en la planta de Cross Pointe en Miami, Ohio, en los Estados Unidos, da como resultado un lodo que pesa el 22% del peso del papel de desecho reciclado.
En la década de 1970, las regulaciones federales para tintas en los Estados Unidos regían el uso de metales tóxicos como plomo, arsénico, selenio, mercurio, cadmio y cromo hexavalente.